# Яново (озеро)
Яно́во (або Янавське; біл. Яно́ва, Яно́ўска возера; рос. Яно́во, Яно́вское озеро) — невелике озеро льодовикового походження в центральній частині Вітебської області Білорусі, на кордоні Ушацького та Полоцького районів. Знаходиться в басейні річки Діва, за 23 км на південь від міста Полоцьк. Належить до групи Ушацьких озер.

## Опис
Озеро слабкоевтрофне, неглибоке. Улоговина витягнута із заходу на схід більш як на 6 км і врізана в моренні суглинки. В західній частині розташовані 2 вузьких та довгих затоки — Північний Ріг та Південний Ріг. В останньому є 2 острівці. Уздовж південних та північних берегів на значному протязі добре виражена надзаплавна тераса висотою до 2 м, складена супіщаними відкладами з домішками галькового матеріалу. Береги пологі, іноді заболочені, а в затоці Південний Ріг — низинні, зливаються із заболоченою низовиною, яка впритул підходить до озера. Для озера характерні широкі піщані та піщано-галькові літералі з валунами та чітко виражених схил сублітералі. Глибина ложа зростає із півночі та південь. Зона максимальних глибин витягнута уздовж південного берега, мінімальні — в затоці Південний Ріг.
За гідрологічними показниками Яново належить до проточних озер, однак у зв'язку зі складною будовою ложа, наявністю вузьких заток проточність його відносно слабка. У водному балансі переважає приток поверхневих вод (понад 80 км² водозбору на кожні 1 км² озера). У витратній частині балансу приблизно однакову роль відіграють випаровування та стік. Близько 70 % ложа вкрито високозольними, які містять до 35 % органічної речовини та 12 % органічного вуглецю, кремнеземистими сапропелями сметаноподібної консистенції, темно-оливкового кольору. Середня потужність 6,6 м, максимальна 10 м. Загальний об'єм 41,8 млн м³, сапропелей — 29,2 млн м³. Найбільш багаті органічними речовинами великодетритові сапропелі в затоці Південний ріг, але їхні запаси невеликі.
Відкрита улоговина призводить до вітрового переміщення води. На глибоких ділянках влітку створюється температурна стратифікація, особливо у штиль. В цей час в придонних шарах відмічається дефіцит кисню. Значна різниця у вмісті кисню по вертикалі спостерігається взимку. Однак дефіцит не досягає великих величин. Кольоровість води влітку, під час масового розвитку фітопланктону, набагато вище, аніж взимку, — біля дна вона досягає 70°. Активна реакція води біля поверхні влітку збільшується до сильнолугової (8,79). Мінералізація в поверхневих водах влітку становить 230 мг/л, взимку до 250–280 мг/л. Прозорість від 1,5 м взимку до 1 м влітку. Ці особливості, так як і значна окислюваність води (7-8 мг/л), характеризують озеро як евтрофну водойму.

## Флора та фауна
Відкрита улоговина, підвищення рівня води, вузька смуга мілководних ділянок не дають озеру заростати. Біля високих берегів, де особливо помітні прибої, прибережна рослинність майже відсутня. Біля пологих берегів піщана літораль шириною до 70 м вкрита тростиною та очеретом. Лише в затоках широкого поширення отримали глечики жовті, рдесники. У фітопланктоні знайдено 74 види водоростей. Найбільше представлені синьо-зелені водорості. Загальна біомаса 12 т/м³. За характером розвитку фітопланктону озеро можна віднести до продуктивних евтрофних водойм.
Зоопланктон представлений 25 видами, біомаса 1,66 т/м³, що характеризує озеро як слабкоевтрофне. У складі зообентосу 42 види донних організмів. Домінують личинки хірономід. Середня біомаса 5-7 г/м³. Озеро багате на рибу, є раки. Іхтіофауна представлена в основному лящами, судаками та щуками. Водяться вугор, в'язь, лин, карась, окунь, плітка, густера, верховодка. Озеро неодноразово зариблювалось штучно. Ведеться промисловий та любительський вилов риби, численні рекреаційні об'єкти, населені пункти — все це веде до широкого використання водойми. Вплив діяльності людини на озеро в скиді болотних вод, стоці з розораних земель, вирубці лісів, потраплянні біогенних речовин з тваринницьких стоків, підпір води. Це викликає посилення евтрофування, зниженню якості води, видобутку риби.

## Басейн
Басейн озера погорбований та хвилястий з відносним перевищенням до 20 м. Переважають абсолютні висоти близько 140 м. Під лісами зайнято 18 % водозбору, а на частку боліт та заболочених земель припадає 23 % території. Біля озера домінують розорані простори. Північно-східний схил вкритий сосновим лісом. Велике болото підступає з півдня. В південно-східній частині до озера впадає річка Діва, яка витікає з нього на півночі вже як Туржець (Туржей). Будівництво греблі Гомельської ГЕС призвело до підняття рівня озера та річки. Ширина русла в гирлі Діви становить 30 м. Заплава дуже заболочена та майже не піднімається над річкою. Така ж долина і у Туржеця на ділянці витоку. Окрім діви до озера впадають ще 5 струмків, 2 з яких несуть свою воду з південних боліт.